# The Fountainhead (película)
The Fountainhead —conocida en español por los títulos El manantial y Uno contra todos— es una película estadounidense de 1949 basada en El manantial, novela escrita por Ayn Rand en 1943.

## Características
La película sigue fielmente la trama argumental básica de la novela, aunque dejando fuera muchas subtramas del libro. Fue dirigida por King Vidor y el elenco estuvo compuesto, entre otros actores, por Gary Cooper (Howard Roark), Patricia Neal (Dominique Francon), Raymond Massey (Gail Wynand) y Kent Smith (Peter Keating).
El guion fue escrito por la propia Ayn Rand y controlado minuciosamente por ella misma de una forma completamente desacostumbrada en Hollywood, donde los estudios se toman todo tipo de libertades con los guiones originales. En varias ocasiones durante el rodaje, Ayn amenazó con suspender todo el proyecto si el guion sufría la más leve modificación.
Ayn Rand quería que los diseños arquitectónicos que aparecen en la película fuesen hechos por Frank Lloyd Wright, el arquitecto real que inspira parcialmente al arquitecto de ficción, Howard Roark. Lloyd Wright pedía tanto dinero por sus diseños que los estudios vetaron esta posibilidad.
Ni Gary Cooper ni Ayn Rand quedaron satisfechos con la película. Gary Cooper, quizás ya demasiado mayor para un papel que en el libro corresponde a un hombre joven, pronunció el famoso discurso final sin entenderlo realmente, cosa que se nota en la entonación y en el énfasis. Incluso se disculpó ante Ayn Rand y le ofreció volver a rodar la escena, oferta que Ayn rechazó.
Ayn Rand tuvo que luchar mucho para mantener la integridad del guion, y aun así tampoco quedó satisfecha con la película, llegando a afirmar que lo único bueno que tenía era que conseguiría nuevos lectores para la novela.
No obstante, la película es muy apreciada hoy en día en círculos objetivistas. En las redes P2P  los seguidores de Ayn Rand distribuyen fragmentos de audio o vídeo de la película.
Parte del éxito de la película vino del hecho de que la novela se convirtió en una lectura popular entre los soldados estadounidenses durante la Segunda Guerra Mundial.

## Mensaje político
La película contiene un mensaje político que coincide con la filosofía objetivista randiana. Describe parte de dicha filosofía, aunque según la propia Ayn Rand no quedó del todo conforme con el resultado. Howard Roark es el prototipo de hombre dentro de esta filosofía y Ellsworth Toohey, columnista del periódico, es su antítesis, un hombre cuyo pensamiento (radicalmente opuesto a la filosofía objetivista que propugna Rand) queda retratada en el siguiente extracto del libro en que se basa esta película:

El problema básico del mundo moderno, es la falacia intelectual de considerar que la libertad y la coerción son opuestos. Para resolver los gigantescos problemas que agitan el mundo de hoy, debemos esclarecer nuestra confusión mental. Debemos adquirir una perspectiva filosófica. En esencia, libertad y coerción son la misma cosa. Les daré un ejemplo: los semáforos restringen su libertad de cruzar la calle cuando lo desean. Pero esa restricción les da la libertad de no ser atropellados por un camión. Si se les diera un trabajo y se les prohibiera abandonarlo, se restringiría la libertad de sus carreras, pero se les daría la libertad de no temer al desempleo. Siempre que se impone una nueva coerción sobre nosotros, automáticamente ganamos una nueva libertad. Las dos son inseparables. Sólo aceptando la coerción total podemos conseguir nuestra libertad total.

En cambio, el objetivismo como corriente filosófica no admite coerciones que menoscaben la libertad individual, más allá del respeto a la libertad de los demás.